# Юта (річка)
Юта або Льюта (ісп. Río Lluta) — річка, розташована в північній частині регіону Аріка-і-Парінакота, Чилі. Її витоки розташовані на західних схилах Анд в провінції Парінакота, за декілька кілометрів на південь від кордону з Перу. Річка впадає в Тихий океан приблизно за 4 км на північ від міста Аріка.
Юта утворюється при злитті струмка Каракарані (що утворюється на схилах вулкана Такора), і річки Асуфре на висоті приблизно 3 900 м. Уздовж перших 36 км, річка тече на південний схід, а потім починає поволі повертати на захід. Далі річка протікає по каньйону, вирізаному нею в туфах ріоліту та інших відкладеннях.
Біля міста Сокорома річка повертає прямо на захід, а на виході з каньйону починає розширюватися. У комуні Чіронта, приблизно за 70 км від моря, з'являються перші ферми, продукція яких має велике значення для місцевих жителів. Нарешті, річка впадає в Тихий океан, утворюючи обширну дельту за декілька кілометрів від Аріки.
Гідрологічний режим басейну річки залежить від дощів. Збільшення її водного об'єму відбувається головним чином в січні і лютому, як наслідок явища, відомого як болівійська зима.